# Morti nel 1164
| Questa pagina contiene informazioni ricavate automaticamente dalle voci biografiche con l'ausilio del template Bio e di un bot. L'aggiornamento è periodico e automatico e ricostruisce completamente la pagina. Se manca una persona in questa lista, sei pregato di non aggiungerla, ma accertati piuttosto che la sua voce biografica contenga il template Bio e che i dati anagrafici siano correttamente compilati. Se il template Bio manca, inseriscilo tu stesso o, in alternativa, metti l'avviso {{tmp\|Bio}} che ne segnala la mancanza. Se i dati riportati sono sbagliati, correggi direttamente la voce biografica; le modifiche saranno visibili in questa lista entro pochi giorni. Per chiarimenti vedi il progetto biografie. La lista contiene solo le 19 persone che sono citate nell'enciclopedia e per le quali è stato implementato correttamente il template Bio. Pagina aggiornata al 18 ago 2025. |

- 2 gennaio - Silvestro di Troina, abate e santo italiano
- 30 gennaio - Guglielmo d'Angiò, nobile normanno (n. 1136)
- 14 febbraio - Svjatoslav Olgovič, nobile russo
- 24 febbraio - Gausfredo III di Rossiglione, nobile franco
- 13 marzo - Fujiwara no Tadamichi, poeta giapponese (n. 1097)
- 20 aprile - Vittore IV, cardinale e vescovo cattolico italiano (n. 1095)
- 16 maggio - Eloisa, badessa e letterata francese
- 18 giugno - Elisabetta di Schönau, badessa tedesca (n. 1129)
- 22 giugno - Everardo di Salisburgo, abate, arcivescovo cattolico e santo austriaco
- 6 luglio - Adolfo II di Schaumburg, nobile tedesco (n. 1128)
- 14 settembre - Sutoku, imperatore giapponese (n. 1119)
- 11 novembre - Ugo d'Amiens, arcivescovo e teologo francese
- 23 dicembre - Artmanno di Bressanone, vescovo cattolico tedesco (n. 1090)
- 31 dicembre - Ottocaro III di Stiria, nobile austriaco (n. 1124)
- Dirgham, militare arabo
- Guglielmo IV, vescovo cattolico italiano
- Somerled, militare
- Sultan Cheikhmus, arabo (n. 1077)
- Vratislavo, sovrano obodrita